# Плаксіно (Великолуцький район)
Пла́ксіно (рос. Плаксино) — село у Великолуцькому районі Псковської області Росії. Входить до складу сільського поселения «Личевська волость».

## Розташування
Розташоване у 26 км на південний схід від райцентру Великі Луки і в 12 км на північ від колишнього волосного центру Успенське.

## Клімат
Клімат у Плаксіно помірно-континентальний з тривалою, сніжною зимою з відлигами і помірно-теплим, часто дощовим літом. Протягом року переважають вітри з південного складової. Середні швидкості вітру в річному ході змінюються від 3,2 м/с влітку до 5,2 м/с — взимку. Тривалість вегетаційного періоду — 4,5 місяця. Тривалість опалювального сезону — 213 днів. Тривалість купального сезону (температура води +17 °C). Село відноситься до зони надмірного зволоження, так як опади перевищують випаровування. Відносна вологість повітря висока протягом усього року, особливо в осінньо-зимовий період (80-88%). Навесні і влітку її значення знижуються до 70-75%. 
| Клімат Плаксіно                            | Клімат Плаксіно | Клімат Плаксіно | Клімат Плаксіно | Клімат Плаксіно | Клімат Плаксіно | Клімат Плаксіно | Клімат Плаксіно | Клімат Плаксіно | Клімат Плаксіно | Клімат Плаксіно | Клімат Плаксіно | Клімат Плаксіно | Клімат Плаксіно |
| Показник                                   | Січ.            | Лют.            | Бер.            | Квіт.           | Трав.           | Черв.           | Лип.            | Серп.           | Вер.            | Жовт.           | Лист.           | Груд.           | Рік             |
| Абсолютний максимум, °C                    | 10,7            | 9,0             | 18,7            | 26,8            | 33,0            | 32,5            | 35,7            | 36,2            | 30,0            | 24,3            | 15,8            | 10,5            | 36,2            |
| Середній максимум, °C                      | −2,9            | −2,5            | 3,3             | 11,6            | 18,2            | 21,2            | 23,4            | 21,8            | 15,9            | 9,4             | 2,1             | −1,9            | 10,0            |
| Середня температура, °C                    | −5,5            | −6              | −0,9            | 6,2             | 12,4            | 15,9            | 18,0            | 16,3            | 11,0            | 5,9             | −0,2            | −4,2            | 5,7             |
| Середній мінімум, °C                       | −8,6            | −9,8            | −4,8            | 1,3             | 6,5             | 10,5            | 12,5            | 11,2            | 6,8             | 2,6             | −2,5            | −7              | 1,6             |
| Абсолютний мінімум, °C                     | −45,7           | −39,3           | −34,4           | −20,4           | −6,9            | −1,3            | 1,7             | −2,7            | −8,2            | −17,3           | −30,3           | −42,3           | −45,7           |
| Середня кількість сонячних годин на місяць | 37,2            | 67,2            | 133,3           | 180,0           | 286,8           | 273,0           | 257,3           | 248,0           | 172,5           | 102,3           | 34,5            | 15,5            | 1807,6          |
| Норма опадів, мм                           | 39              | 33              | 33              | 32              | 51              | 84              | 78              | 81              | 67              | 56              | 44              | 42              | 640             |
| Днів з дощем                               | 6               | 4               | 8               | 11              | 14              | 16              | 15              | 14              | 16              | 15              | 11              | 6               | 136             |
| Днів зі снігом                             | 21              | 19              | 12              | 5               | 0,3             | 0,1             | 0               | 0               | 0,3             | 3               | 12              | 20              | 93              |
| Вологість повітря, %                       | 84              | 81              | 76              | 69              | 69              | 75              | 77              | 79              | 83              | 84              | 86              | 86              | 79              |
| ------------------------------------------ | --------------- | --------------- | --------------- | --------------- | --------------- | --------------- | --------------- | --------------- | --------------- | --------------- | --------------- | --------------- | --------------- |

## Населення
Чисельність населення села станом на 2000 рік становила 179 мешканців, на 2010 рік — 199 жителів.

## Історія
До 2005 року село входило до складу нині скасованої Федорковської волості. З 2005 до 10 грудня 2014 року входило до Успенської волості. В результаті перетворення (об'єднання) муніципальних утворень «Личевська волость» і «Успенська волость», село увійшло у Личевську волость.